# Eduardo Sócrates
Eduardo Artur Sócrates (Goiás, 23 de agosto de 1860 – Rio de Janeiro, 1 de julho de 1944) foi um militar e político brasileiro, comandante geral das forças legalistas que enfrentaram a Revolta Paulista de 1924 na cidade de São Paulo. Como político, foi deputado federal por Goiás nas legislaturas de 1906–1909 e 1909–1912; o memorialista José Vieira considera-o destaque da bancada goiana nesse período. Sua carreira no Exército Brasileiro começou em 1880, na Escola Militar da Praia Vermelha, e durou até 1925, quando foi para a reserva no posto de marechal. Sócrates era engenheiro militar e bacharel em ciências físicas e matemáticas. Fisicamente, já foi descrito como “um homem baixo e gordo, inteiramente careca e que ostentava vastos bigodes brancos”.
Em 1924, quando recebeu o encargo da operação em São Paulo, ocupava o posto de general de divisão, comandando a 4.ª Região Militar, em Minas Gerais. Ele foi escolhido pelo presidente Artur Bernardes e o ministro da Guerra Setembrino de Carvalho por sua experiência na Guerra do Contestado, quando, no posto de coronel, serviu diretamente sob Setembrino. Além disso, ele conhecia os rebeldes tenentistas, pois comandou a Escola Militar do Realengo em 1917–1918.
Em 7 de julho de 1924, dois dias após o início da revolta tenentista em São Paulo, o general já tinha seu estado-maior em Barra do Piraí, no vale do Paraíba, fechando o acesso dos revoltosos a Minas Gerais e o Rio de Janeiro. Seu quartel general foi estabelecido em Caçapava, mais tarde transferido a Mogi das Cruzes, com um posto de comando em  Guaiaúna, na Penha, São Paulo. Através das ligações ferroviárias ao Rio de Janeiro e Santos, o governo federal concentrou em São Paulo de 14 a 15 mil homens do Exército, Marinha e forças estaduais, numa superioridade numérica de 5 para 1 sobre os revoltosos do general Isidoro Dias Lopes. Sócrates tinha também a aviação, carros de combate e numerosa artilharia como vantagens. Essas forças formavam cinco brigadas reunidas numa divisão comandada pelo general Sócrates. Além dessa divisão, os legalistas ordenaram mais vários milhares de combatentes para o interior do São Paulo, na retaguarda da revolta.
A condução dessas operações seria mais tarde criticada, do ponto de vista tático, pelo general Abílio de Noronha. A vantagem numérica e material foi mal utilizada, e as brigadas fizeram ofensivas descoordenadas. A repressão à revolta foi também marcada pelo bombardeio indiscriminado de artilharia contra a cidade, causando grande destruição para a população civil e as fábricas. Em seu relatório das operações, o general justificou-se apresentando o bombardeio como a única forma de conquistar as boas posições defensivas dos rebeldes. Em 28 de julho o inimigo retirou-se da cidade e rumou ao interior paulista em composições ferroviárias, levando consigo quase todos os seus combatentes e suprimentos. A retirada, conduzida à noite, só foi descoberta quando já era fato consumado. Assim, a Divisão Sócrates falhou no seu objetivo de fixar a rebelião na capital. Em 2 de agosto o Correio Paulistano, publicação do Partido Republicano Paulista, e assim, do poder constituído que enfrentou os rebeldes, elogiou o general Sócrates como “um grande chefe militar”.